# نهر إيتوبافا
نهر إيتوبافا هو نهر في ولاية سانتا كاتارينا، جنوب شرق البرازيل .